# لاورنس فاکس
 لاورنس فاکس (انگلیسی: Laurence Fox؛ زادهٔ ۲۶ مهٔ ۱۹۷۸) یک هنرپیشه اهل بریتانیا است. وی از سال ۲۰۰۱ میلادی تاکنون مشغول فعالیت بوده‌است.
از فیلم‌ها یا برنامه‌های تلویزیونی که وی در آن نقش داشته است، می‌توان به گاسفورد پارک، وقایع‌نگاری فرانکنشتاین، آخرین فرود و دبلیو ای اشاره کرد.